# Per Persson (uppfinnare)
Per Persson, född 1849, död 1909, var en svensk mekaniker och industriidkare.
Persson utvecklade tekniken för framställningen av strumpstolsarbeten genom att uppfinna en automatisk räkneapparat för långsticksmaskiner 1889. Han konstruerade en sinnrik handstickmaskin och grundade 1894 AB Per Perssons väv- och stickmaskiner i Stockholm.